# City of Edinburgh VC
City of Edinburgh Volleyball Club – szkocki klub siatkarski z South Queensferry. Mistrz Szkocji w sezonie 2009/2010. Obecnie występuje w najwyższej klasie rozgrywek klubowych w Szkocji.
Poza seniorską drużyną męską posiada również sekcję kobiecą, grającą w Division 2. Klub zajmuje się szkoleniem młodzieży i dzieci.

## Rozgrywki krajowe
| Sezon     | Rozgrywki    | Osiągnięcie |
| --------- | ------------ | ----------- |
| 2007/2008 | Division One | 7. miejsce  |
| 2008/2009 | Division One | 3. miejsce  |
| 2009/2010 | Division One | 1. miejsce  |

## Dynamo Cup
| Rok  | Osiągnięcie |
| ---- | ----------- |
| 2003 | 1. miejsce  |
| 2004 | 1. miejsce  |
| 2006 | 1. miejsce  |
| 2008 | 1. miejsce  |
| 2009 | 2. miejsce  |

## Rozgrywki międzynarodowe
| Sezon     | Rozgrywki        | Osiągnięcie |
| --------- | ---------------- | ----------- |
| 2016/2017 | Puchar Challenge | 1/16 finału |